# Geológia

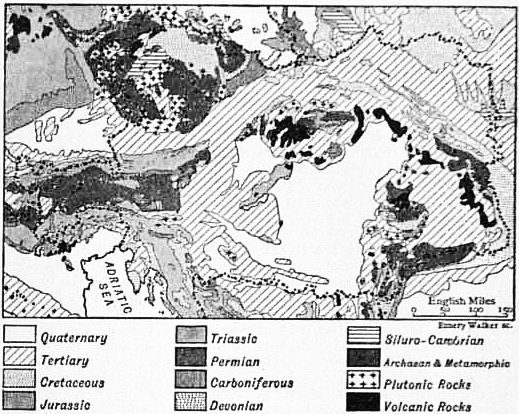
A Kárpát-medence földtani térképe (1911)

A geológia (a szűkebb értelemben vett földtan) a Föld felépítésével, szerkezetével, és történetével foglalkozó természettudomány. A szó a görög γη- (geo, "föld") és λογος (logosz, "szó", "tudás") szavak összetételéből jött létre.
A geológia a Földről, a Földet alkotó kőzetekről és a Földet alakító folyamatokról szóló  ismeretek tudománya. Bizonyítja a lemeztektonika működését, az élet evolúciójának és a klíma alakulásának a történetét.  
Korunkban a geológia lehetővé teszi az ásvány- és szénhidrogén-kincsek feltárását, a vízkészletek felbecsülését,  természeti katasztrófák előrejelzését, környezeti katasztrófák következményeinek felszámolását és a múltbeli klímaváltozások megismerését. A geológia természettudományos diszciplína. A geológiát sok kőzet-, ásvány- és kövületgyűjtő hobbiként űzi.
Két fő ága az elméleti és az alkalmazott földtan. Elvileg mindkettőben megkülönböztetjük a leíró (-gráfia végű)és az oknyomozó (-lógia végű) résztudományokat, de ez a felosztás nem konzekvens: egyes résztudományok (például üledékföldtan, azaz szedimentológia) leíró részei nem különültek el önálló szakterületté.
Az elméleti geológia néhány fontosabb tudományterülete:
- általános földtan,
- történeti földtan,
- regionális földtan,
- kőzettan (petrológia, petrográfia, szedimentológia),
- ásványtan (mineralógia),
- tektonika,
- őslénytan (paleontológia, dögészet, ősdögészet).

Az alkalmazott geológia néhány fontosabb tudományterülete:
- építésföldtan,
- vízföldtan,
- teleptan:
  - bauxitföldtan,
  - kőszénföldtan,
  - szénhidrogénföldtan,
  - ércteleptan,
  - nem érces ásványi nyersanyagok teleptana stb.

## Kialakulása, fejlődése
Az első összefoglaló bányászati és kohászati kézikönyv (Tizenkét könyv a bányászatról és kohászatról) Georgius Agricola német tudós és író munkája (posztumusz, 1556).
A geológia első, a szó mai értelmében is tudományosnak nevezhető elméletét Nicolaus Steno dán fizikus alkotta meg, amikor felismerte, hogy az üledékes kőzetek rétegeiből következtethetünk a Föld múltjára, és megalkotta az úgynevezett települési törvényeket.
A „geológia atyjának” többnyire James Hutton skót természettudóst tartják. Ő fogalmazta meg az uniformitarizmus elvét, aminek lényege, hogy az azonos okok azonos eredményre vezetnek, tehát az ugyanolyan földtani folyamatok mindig ugyanolyan kőzeteket hoznak létre. Elképzelését Charles Lyell angol geológus fejlesztette tovább, megalkotva az aktualizmus (maiság) elvét, aminek lényege, hogy a Föld múltjában keletkezett kőzeteket ugyanolyan folyamatok hozták létre, mint amilyeneket ma is megfigyelhetünk.
A paleontológia és ezzel a biosztratigráfia (a rétegtannak a rétegeket a bennük található ősmaradványok alapján koroló ága) alapjait Charles Darwin vetette meg az evolúció elméletének kidolgozásával. A fosszíliák egyúttal az elmélet bizonyításában is döntő szerepet kaptak.
A 20. század nagy, átfogó eredménye a lemeztektonika elméletének kidolgozása. Ennek alapjait Alfred Wegener német meteorológus (1880–1930) vetette meg, amikor megfogalmazta a kontinensvándorlás elméletét. A lemezek mozgásának okait és folyamatát Harry Hess (1906–1969) foglalta össze, ezért őt tekintjük a lemeztektonika megalkotójának.

## A földtudományok híres tudósai

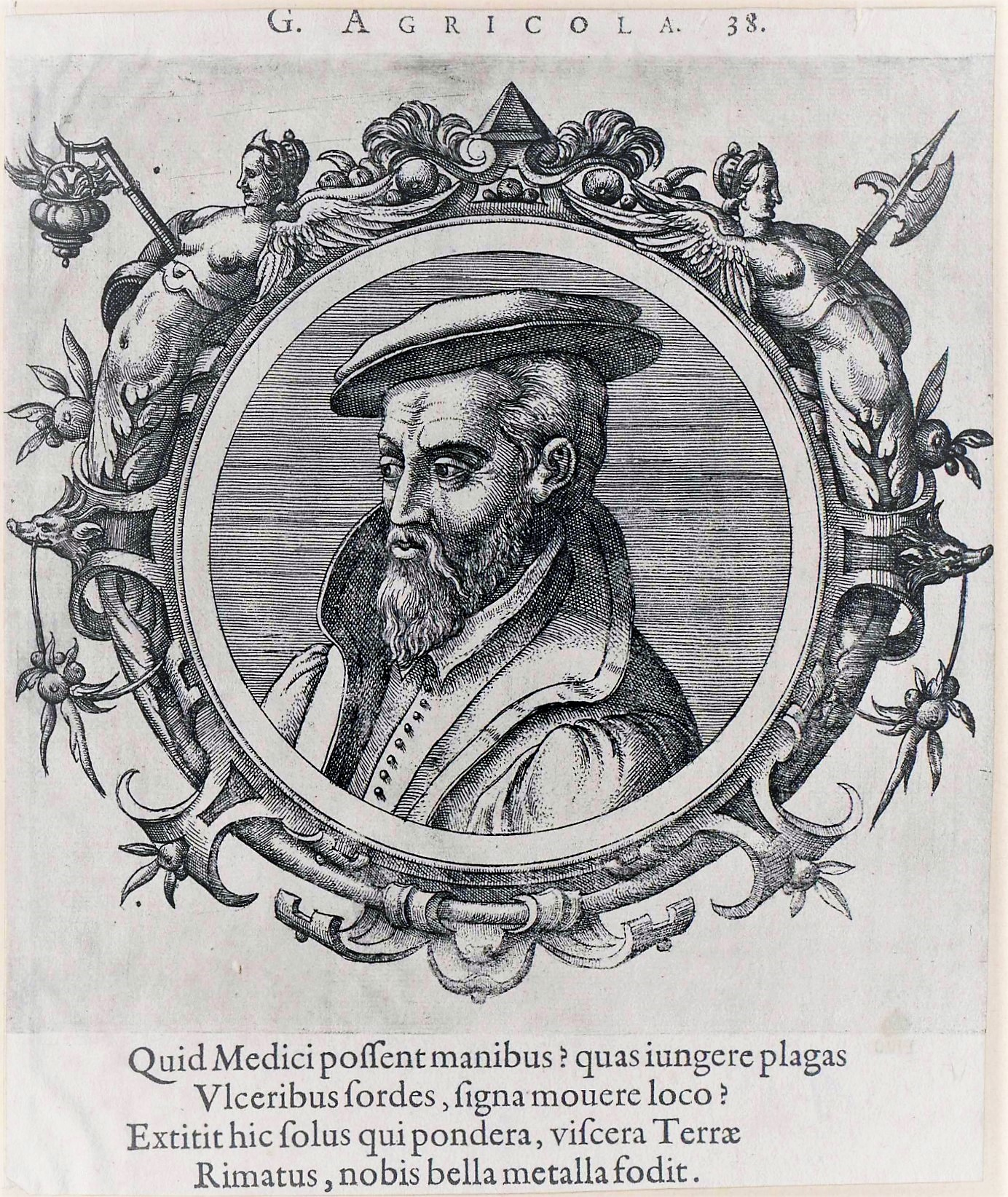
Georgius Agricola (1494–1555), a földtudományok egyik megalapozója
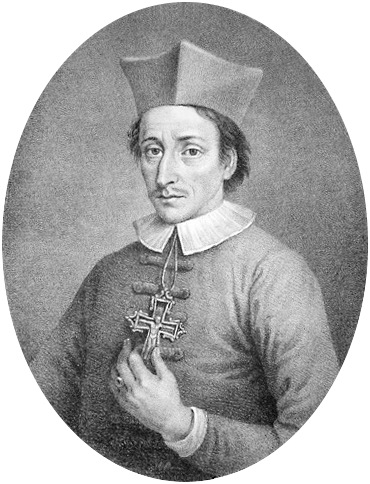
Nicolaus Steno (1638–1686), a települési törvény megfogalmazója
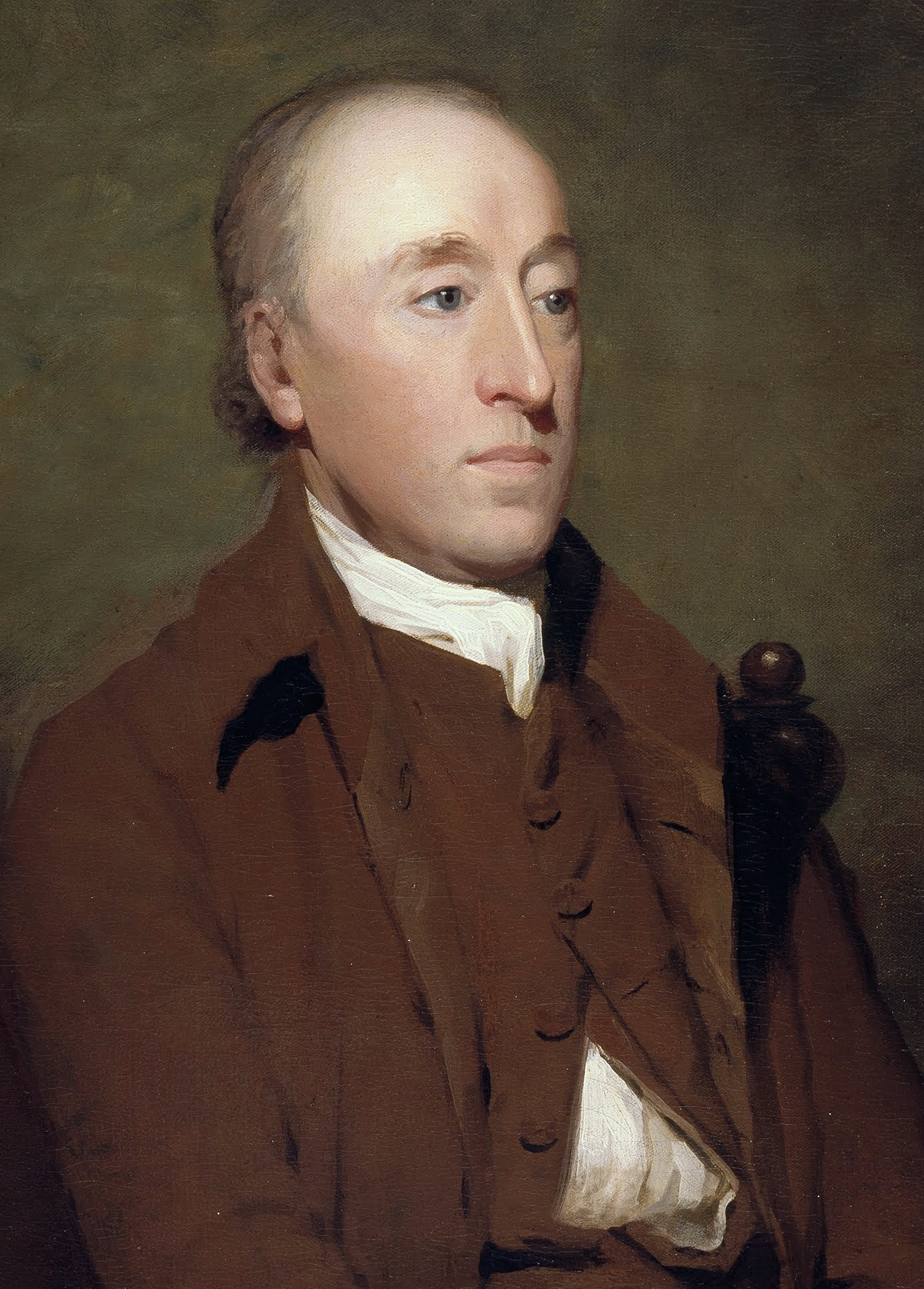
James Hutton (1726–1797)
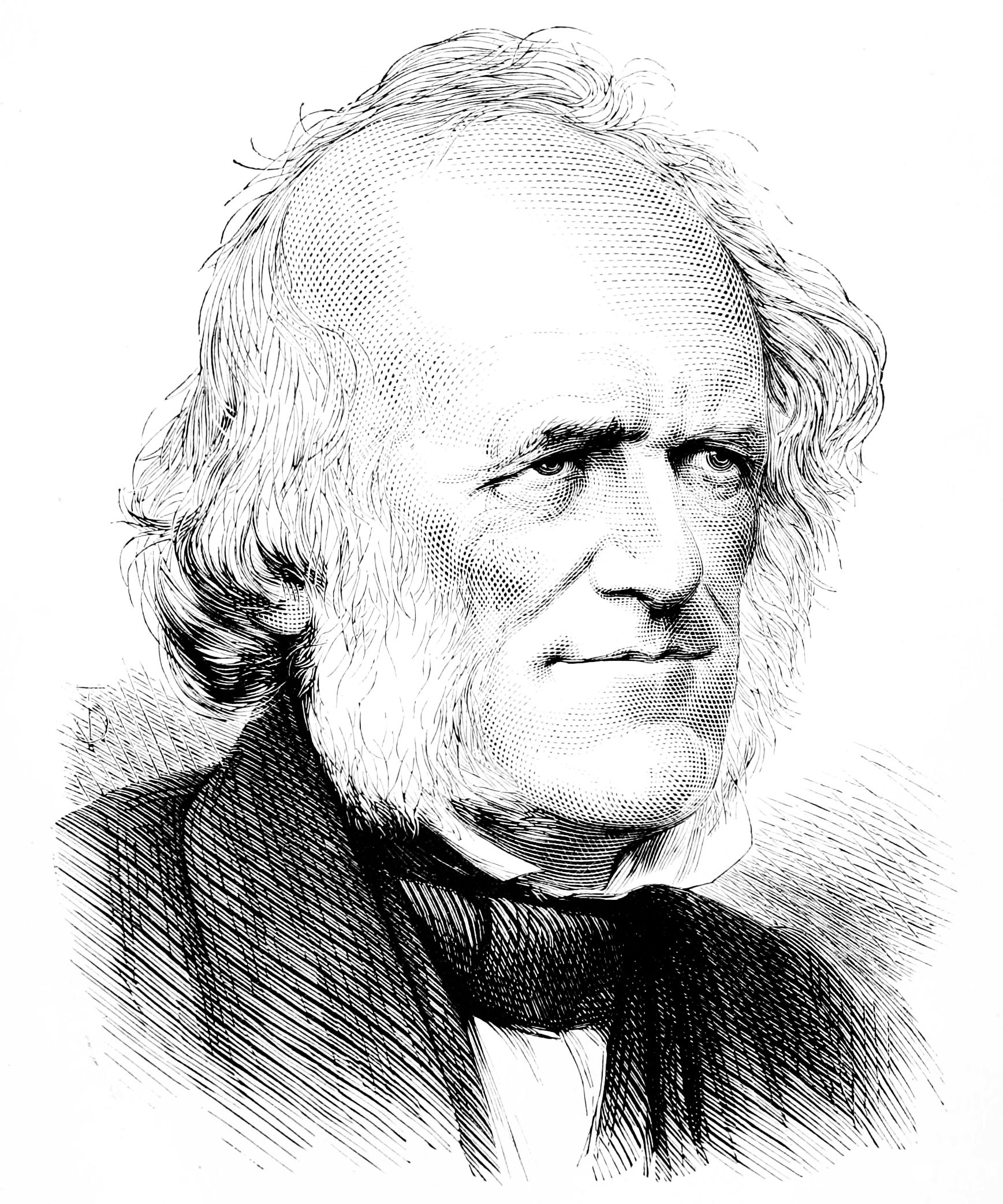
Charles Lyell (1797–1875)
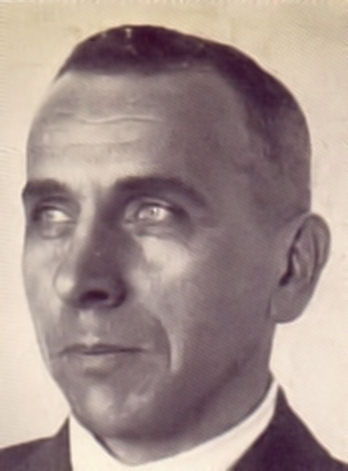
Alfred Wegener (1880–1930)

## AFöldszerkezete

A Föld külső és belső szférái

Külső szférák
- Atmoszféra
- Hidroszféra
- Bioszféra

Belső szférák
- Földkéreg
- Földköpeny
- Földmag

## Földtörténeti korok

### Prekambrium(Ősidő)
- Hadaikum
- Archaikum
- Proterozoikum

A 2000-es évek elején legnépszerűbb elképzelés szerint 4,6 milliárd – 590 millió éve, miután a Föld már kialakult, felszínébe sok meteorit csapódott be. A becsapódások hőenergiája több helyen megolvasztotta a kérget és az alatta lévő köpeny egy részét. A megolvadt anyagok vulkáni tevékenységet indítottak el. A vulkánok sok szén-dioxidot, vízgőzt és ammóniát juttattak a felszín fölé, így alakult ki az őslégkör. A meteoritok becsapódásával, a hőmérséklet csökkenésével kéregdarabok szilárdultak meg, a légkör lehűlt, a lecsapódott vízből kialakult az ősóceán. Több hegyképződési folyamat eredményeként keletkeztek a kontinentális kéreg aljának vas-, illetve nikkelérceket tartalmazó, ősi kőzetei. Az élet nyomai mintegy 3 milliárd éve jelentek meg az óceánokban. Első nyomai azok a 2,9 milliárd éves, gömbhéjas szerkezetű kőzetgumók, amelyekben Cianobaktériumok (kékmoszatok) nyomaira bukkantak.

### Paleozoikum(Óidő)
- Kambrium
- Ordovícium
- Szilúr
- Devon
- Karbon
- Perm

590–235 millió év között A moszatok oxigént termeltek, és kialakult az ózonburok. A legfontosabb esemény, hogy a kambrium elején a ma ismert összes állattörzs képviselője hirtelen megjelent, és fajok tömege alakult ki.
A levegő oxigéntartalmának növekedése lehetővé tette a szárazföldi növényi életet, majd a devontól a szárazföldi állati formák is megjelentek, benépesültek az édesvizek és környékük.
Az óidőben két hegységképződési folyamat is lezajlott, a szilúrban a kaledóniai hegységképződés folyamán összekapcsolódott Ős-Európa, és Ős-Észak-Amerika. Ezt követően a karbonban a variszkuszi hegységképződés során hozzájuk csatolódtak a déli őskontinens részei, s felgyűrődtek a mai francia, német, cseh, lengyel, bolgár röghegységek, valamint a paleozoikum végére az Urál és a Nagy-Vízválasztó-hegység (Ausztrália). Ezen időszakok között jelentős üledékképződés zajlott le. A kontinensek az óidő végére egy ősföldbe, a Pangaeába tömörültek, amit az ősóceán, a Panthalassza vett körül. A Pangea testébe később a Tethys-ősóceán öble mélyült. Megjelentek és elterjedtek a szárazföldi növények, páfrányok, zsurlók, korpafüvek, fenyőfélék ősei. A későbbiekben belőlük nagy mennyiségű feketekőszén képződött. Innen is kapta a nevét (karbonium-kő) ez az időszak. Az állatvilágot az ízeltlábúak és a halszerű ősgerincesek képviselték. A paleozoikum végén máig ismeretlen okból a tengeri életformák közel 90%-a kihalt, a szárazföldön a hüllők jutottak szerephez.

### Mezozoikum(Középidő)
- Triász
- Jura
- Kréta

A Pangea két részre tagolódik

235-65 millió év a középidő kezdetét a tenger térhódítása, és az üledékképződés jellemezte. A Pangea két részre tagolódik, egyes része lesüllyed,  és a Panthalassza helyét a Tethys-óceán foglalja el. Ennek fokozatos szétnyílásával Laurázsia északra, Gondvana délebbre tolódott. Kialakult az Atlanti-óceán. Ebben az időszakban az állat és növényvilág igen gazdag volt. Ősgyíkok és ősmadarak éltek, a növények közül pedig a nyitvatermők és a zárvatermők.

### Kainozoikum(Újidő)
Harmadidőszak (65-től 2 millió évig)
- Paleocén
- Eocén
- Oligocén
- Miocén
- Pliocén

Negyedidőszak (2 millió évtől napjainkig)
- Pleisztocén
- Holocén

A kontinensek elnyerik mai formájukat. Az utolsó jégkorszaktól, ami 10 000 éve fejeződött be, számítjuk a jelenkort. Rövid idő alatt erőteljes felmelegedés következett be. Kialakult a mai élővilág.